# Stacewicze
Stacewicze (białorus. Стацэвічы) – wieś w Polsce położona w województwie podlaskim, w powiecie bielskim, w gminie Wyszki.

## Historia
Historia tej wsi sięga XVI wieku. Miejscowość została założona przez bojarów ruskich, broniących zamku bielskiego.
Według Pierwszego Powszechnego Spisu Ludności z 1921 roku Stacewicze były wsią liczącą 24 domy i zamieszkałą przez 104 osoby (57 kobiet i 47 mężczyzn). Większość mieszkańców miejscowości (w liczbie 61 osób) zadeklarowała wówczas wyznanie prawosławne, pozostali podali kolejno: wyznanie rzymskokatolickie (35 osób) oraz wyznanie mojżeszowe (8 osób). Podział religijny mieszkańców wsi niemal całkowicie odzwierciedlał ich strukturę narodowościowo-etniczną, gdyż większość mieszkańców Stacewicz stanowiły osoby narodowości białoruskiej (59 osób); reszta zgłosiła następujące narodowości: polską (37 osób) oraz żydowską (8 osób). W okresie międzywojennym miejscowość znajdowała się, podobne jak dziś, w gminie Wyszki.
18 kwietnia 1946 wieś została napadnięta i zrabowana przez oddział polskiego niepodległościowego podziemia zbrojnego pod dowództwem Adolfa Niwińskiego pseudonim „Dąb”, powiązanego z konspiracją Romualda Rajsa ps. „Bury”. Polscy partyzanci uprowadzili 3 mieszkańców miejscowości, których ciała odnalezione zostały dopiero w 1990 r.
Od lat 60. liczba mieszkańców wsi zaczęła drastycznie spadać. O ile jeszcze w końcu lat 40. we wsi Stacewicze mieszkało około 350 osób, to ich liczba w chwili obecnej spadła do 80. Prognozy przewidują dalszy spadek, gdyż wieś zamieszkują głównie ludzie w wieku emerytalnym.

## Inne
Wieś zachowała charakter duwyznaniowy i dwunarodowy do czasów obecnych. Obok siebie mieszkają tu Białorusini i Polacy; prawosławni i katolicy. Pod tym względem Stacewicze są jedną z wielu takich wsi na Podlasiu, lecz jedną z niewielu w gminie Wyszki. Rzymskokatoliccy mieszkańcy wsi przynależą do parafii pw. Matki Boskiej z Góry Karmel w Bielsku Podlaskim, a prawosławni do parafii Świętych Apostołów Piotra i Pawła w Rajsku.